# Michèle Benzeno
 (mai 2024).
 (juillet 2025).
Michèle Benzeno est une personnalité du monde des médias, du numérique et de l’influence, experte en transformation digitale dans les secteurs de la production de contenus audiovisuels et digitaux, des services et de la technologie. Elle est Directrice Générale et membre du Directoire de Webedia.
Michèle Benzeno est enseignante à Sciences Po depuis avril 2023.

## Biographie

### Formation
Michèle Benzeno est diplômée d'une Maîtrise des Sciences de Gestion et d'un DESS Marketing de l'Université Panthéon Sorbonne, et titulaire d'un Master Governance de l'ESSEC Business School.

### Carrière professionnelle et académique
En 1994, elle est chef de publicité dans le groupe Figaro.
Michèle Benzeno est l'actuelle directrice générale, et membre du directoire de Webedia.
Michèle Benzeno est maître de conférence associée à Sciences Po Paris, dans le cadre du Master Finance et Stratégie.
En 2024, elle reçoit le prix d'honneur lors des Future of Entertainment Awards.